# Philippe Claudel
Philippe Claudel (Dombasle-sur-Meurthe, 2 de febrero de 1962) es un escritor y cineasta francés. Licenciado en letras modernas y apasionado por la literatura y el cine. Comenzó su carrera literaria en 1999 con su primera novela, Meuse l'oubli. Antes de convertirse también en guionista y realizador de películas, publica otros libros como Quelques-uns des cent regrets (1999), Le Café de l'Excelsior (1999), J'abandon (2000). Fue galardonado con el premio Roman France Télévision por Barrio Flores (2000) y El ruido de los ajuares (2001). Aunque tuvo cierto éxito con estas obras, finalmente fue reconocido por sus pares literarios en 2003 con Les Âmes grises, que cuenta la historia de un asesinato durante la Primera Guerra Mundial.

## Biografía
Claudel pasó su infancia en su ciudad natal hasta que fue al Liceo Bichat de Lunéville. Obtuvo el bachillerato en 1981, y luego llevó una vida algo desordenada durante los dos años siguientes, escribiendo numerosos poemas, relatos cortos, escenarios... o incluso visitando museos o actuando en numerosos cortometrajes.  
En 1983 se licenció en literatura moderna, así como en historia del arte y obtuvo un DEUG en historia y geografía. Mientras tanto, trabajó como supervisor de escuela secundaria, que dejó en 1985 tras aprobar el examen PEGC (profesor de secundaria general).  
Poco después, aprobó y obtuvo el CAPES en literatura moderna, y luego la agrégation en literatura moderna. En 2001, defendió una tesis doctoral en literatura francesa, bajo la dirección de Gilles Ernst: "Géographies d'André Hardellet". El jurado le felicitó, pero se negó a publicar su obra.  
Después, Claudel dio clases en la escuela secundaria, pero también durante doce años en la cárcel de Nancy con niños enfermos y luego durante cuatro años en un establecimiento especializado para niños discapacitados. 
Ha sido docente y guionista de cine y televisión. Durante su época de maestro dio clases en liceos y en la Universidad de Nancy II, donde fue profesor de Antropología Cultural y Literatura. En su tiempo libre también impartió clases a niños discapacitados y a presos.
Gran admirador de Simenon, Jean Giono  de la posguerra, publicó su primer libro, Meuse l'oubli, cuando tenía treinta y siete años. Sus novelas y libros de relatos han sido galardonados en varias ocasiones: la novela J'abandonne recibió el premio Francia Televisión 2000, el libro de relatos Petites mécaniques obtuvo el premio Goncourt de Novela 2003; Almas grises, su quinta novela, fue galardonada con el prestigioso premio Renaudot, también en 2003. El informe de Brodeck fue premio Goncourt de los Estudiantes 2007.
En 2008 fue director y guionista de la película Il y a longtemps que je t'aime (Hace mucho que te quiero) que consiguió, entre otros premios, el César a la mejor ópera prima. Su segundo filme, de 2011, lleva por título Tous les soleils (Silencio de amor) y posteriormente también dirigiría Avant l'hiver (Antes del frío invierno) en el 2013 y Une enfance, el 2015.
Desde el 2024 preside la Academia Goncourt.

## Obras

### Novelas
- Meuse l'oubli, París, Balland (1999) [en traducción literal, "
- Quelques-uns des cent regrets, Balland, (1999) [en traducción literal, "Algunos de los cien lamentos"]
- Le Café de l'Excelsior, Nancy, La Dragonne, 1999 [en traducción literal, "
- J'abandonne, París, Balland, 2000 [en traducción literal, "
- Barrio Flores: petite chronique des oubliés ,  Nancy, La Dragonne, 2000 [en traducción literal, "
- Le Bruit des trousseaux, París, Éditions Stock, 2001 [en traducción literal, "
- Les Âmes grises, París, Éditions Stock, 2003 [en traducción literal, "
- La Petite Fille de Monsieur Linh, París, Éditions Stock, 2005 [en traducción literal, "
- Le Rapport de Brodeck, Éditions Stock, 2007; Prix des libraires du Québec (2008). [en traducción literal, "
- L'Enquête, Éditions Stock, 2010 [en traducción literal, "
- Parfums, Éditions Stock, 2012; Prix Jean-Jacques Rousseau de l'autobiographie (2013) [en traducción literal, "
- Jean-Bark, París, Éditions Stock, 2013 [en traducción literal, "
- Rambétant, París, Circa 1924 [en traducción literal, "
- L’Arbre du pays Toraja, París, Éditions Stock, 2016. Traducción al castellano: Bajo el árbol de los toraya, Ediciones Salamandra, 2017 (Trad. José Antonio Soriano).
- Inhumaines, París, Stock, 2017 [en traducción literal, "Inhumanos"]
- Lárchipel du chien, Éditions Stock, 2018. Traducción al castellano: El archipiélago del perro, Ediciones Salamandra, 2019 (Trad. José Antonio Soriano).

En castellano:
- Almas grises, Ediciones Salamandra, 2005
- La nieta del señor Linh, Ediciones Salamandra, 2006
- El informe de Brodeck, Ediciones Salamandra, 2008
- La investigación, Ediciones Salamandra, 2010
- Aromas, Ediciones Salamandra, 2013
- Adiós, señor Friant, Oviedo, Krk Ediciones, 2017
- Inhumanos, Bunker Books, 2021

## Premios

### BAFTA
| Año  | Categoría                                     | Película                       | Resultado |
| ---- | --------------------------------------------- | ------------------------------ | --------- |
| 2009 | BAFTA a la mejor película de habla no inglesa | Il y a longtemps que je t'aime | Ganador   |